# Lichte stekelmot
De lichte stekelmot (Ochsenheimeria vacculella) is een vlinder uit de familie spitskopmotten (Ypsolophidae). De wetenschappelijke naam is voor het eerst geldig gepubliceerd in 1842 door Fischer von Roslerstamm.
De soort komt voor in Europa.